# Châu Du Dân
Châu Du Dân (sinh ngày 9 tháng 6 năm 1981) là nam ca sĩ kiêm diễn viên, người mẫu Đài Loan, cựu thành viên của nhóm nhạc Đài Loan F4.

## Tiểu sử
Chu Du Dân sinh ra và lớn lên tại Đài Loan trong một gia đình gốc Sơn Đông. Ông bà nội là người Sơn Đông và Hồ Nam; ông bà ngoại gốc Thượng Hải. Bố mẹ Chu Du Dân ly thân, anh sống cùng mẹ tại Đài Bắc - Đài Loan.

## Sự nghiệp
Trong một lần đi cùng bạn đến thử vai cho bộ phim Vườn sao băng tại Đài Bắc, vì chờ đợi lâu nên thừ người ra, nét mặt giống nhân vật Hoa Trạch Loại trong truyện tranh "Mưa sao băng" của Nhật nên Sài Trí Bình phát hiện và đưa anh vào ngành.(2001)
Nhờ đóng trong bộ phim cải biên từ truyện tranh Nhật Bản là Mưa Sao Băng cùng với Ngô Kiến Hào, Ngôn Thừa Húc và Chu Hiếu Thiên hợp thành nhóm F4 - nhóm ca nổi tiếng đình đám bấy giờ (2001)
Chu Du Dân cùng với nhóm nhạc F4 nổi tiếng ở châu Á vào đầu những năm 2000 với vai trò lớn của nhà chế tác Sài Trí Bình. Sau khi "cơn sốt" F4 tạm thời trôi qua, Chu Du Dân cùng các thành viên khác của nhóm tiếp tục sự nghiệp với các hoạt động giải trí khác. Nhờ lợi thế là thành viên được hâm mộ nhất của F4, Chu Du Dân đã bước đầu xây dựng được một hình ảnh độc lập trong lòng người hâm mộ châu Á bằng việc tham gia một loạt các hoạt động giải trí với vai trò độc lập (như tham gia các bộ phim truyền hình và điện ảnh, phát hành album ca nhạc độc lập, tiêu biểu là album "I'm not F4" - "Tôi không phải là F4".

## Danh sách đĩa hát

### Album chính
| Năm phát hành | Tên album (tiếng Anh) | Tên tiếng Trung | Danh sách ca khúc |
| ------------- | --------------------- | --------------- | --- |
| 2002          | Make A Wish           |                 | 1. Make A Wish 2. Love Loves You - 愛在愛妳 (bính âm: Ài Zài Ài Nǐ) 3. Hotline For Help - 求救專線 (bính âm: Qiú Jiù Zhuān Xiàn) 4. Broken Tears - 破碎的眼淚 (bính âm: Pò Suì De Yǎn Lèi) 5. A Gentle Good Night - 溫柔的晚安 (bính âm: Wēn Róu De Wǎn Ān) 6. With Me And You - 有我有你 (bính âm: Yǒu Wǒ Yǒu Nǐ) 7. Loving You 8. It Aches My Heart - 心疼 (bính âm: Xīn Téng) 9. Even Fairy Tales Are Not Good Enough - 童話還不夠美好 (bính âm: Tóng Huà Hái Bú Gòu Měi Hǎo) 10. If It Were Not, For Loving You - 要不是愛上你 (bính âm: Yào Bú Shì Ài Shàng Nǐ)                                                      |
| 2004          | Remember, I Love You  | 記得我愛你      | 1. Remember, I Love You - 記得我愛你 (bính âm: Jì Dé Wǒ Ài Nǐ) 2. Your Body Temperature - 你的體温 (bính âm: Nǐ De Tī Wēn) 3. Try To Love Me For A Day - 試著愛我一天 (bính âm: Shì Zhe Ài Wǒ Yì Tiān) 4. Mama Said - 媽媽説 (bính âm: Mā Mā Shuo) 5. How To Forget - 怎麽忘 (bính âm: Zěn Me Wàng) 6. Guarantee Of Happiness - 幸福的保證 (bính âm: Xìng Fú De Bǎo Zhèng) 7. Why Didn't You Come - 為何你不来 (bính âm: Wéi Hé Nǐ Bú Lái) 8. Suddenly - 忽然 (bính âm: Hū Rán) 9. Message Of Three Thousand Years - 三千年的留言 (bính âm: Sān Qiān Nián De Liú Yán) 10. I Breathe You - 我呼吸你 (bính âm: Wǒ Hū Xī Nǐ) |

## Danh sách phim

### Phim truyền hình
| Năm  | Tựa đề                                        | Vai                           |
| ---- | --------------------------------------------- | ----------------------------- |
| 2001 | Vườn sao băng (2000) 流星花園                 | Hoa Trạch Loại (花澤類)       |
| 2001 | Hoàng tử nghèo 貧窮貴公子                     | Sơn Điền Thái Lang (山田太郎) |
| 2001 | Mưa sao băng (2000) 流星雨                    | Hoa Trạch Loại (花澤類)       |
| 2002 | Come to My Place 來我家吧                     | Trương Trung Nguyên (張中原)  |
| 2002 | Vườn sao băng 2 流星花園 2                    | Hoa Trạch Loại (花澤類)       |
| 2003 | Cơn lốc tình yêu 狂愛龍捲風                   | Lục Dĩnh Phong (陸穎風)       |
| 2004 | Chiến thần 戰神Mars                           | Trần Linh                     |
| 2006 | Ẩn số tình yêu (Silence) 深情密碼             | Thích Diễn Di (戚偉易)        |
| 2007 | Sweet Relationship 美味關係                   | Phương Chức Điền (方織田)     |
| 2008 | Wish to See You Again 這裡發現愛              | Hứa Lạc (許樂)                |
| 2009 | Black & White 痞子英雄                        | Trần Tại Thiên (陳在天)       |
| 2009 | The Last Night of Madam Chin > 金大班最後一夜 | Thịnh Nguyệt Như (盛月如)     |
| 2012 | Home 回家                                     | Tô Đài Anh (苏台英)           |
| 2017 | Beauties in the Closet (櫃中美人)             | Li Han                        |
| 2017 | The Flame's Daughter (烈火如歌)               | Yin Xue                       |